# 亞美尼亞—烏拉圭關係
亞美尼亞－烏拉圭關係，是指历史上的乌拉圭和亞美尼亞（包括乌拉圭东岸共和国和亞美尼亞共和国）之間的雙邊關係。现代亚美尼亚与乌拉圭于1992年5月27日建立正式外交关系，此后双边关系友好发展，两国也在很多國際組織间相互支持。

## 历史概况

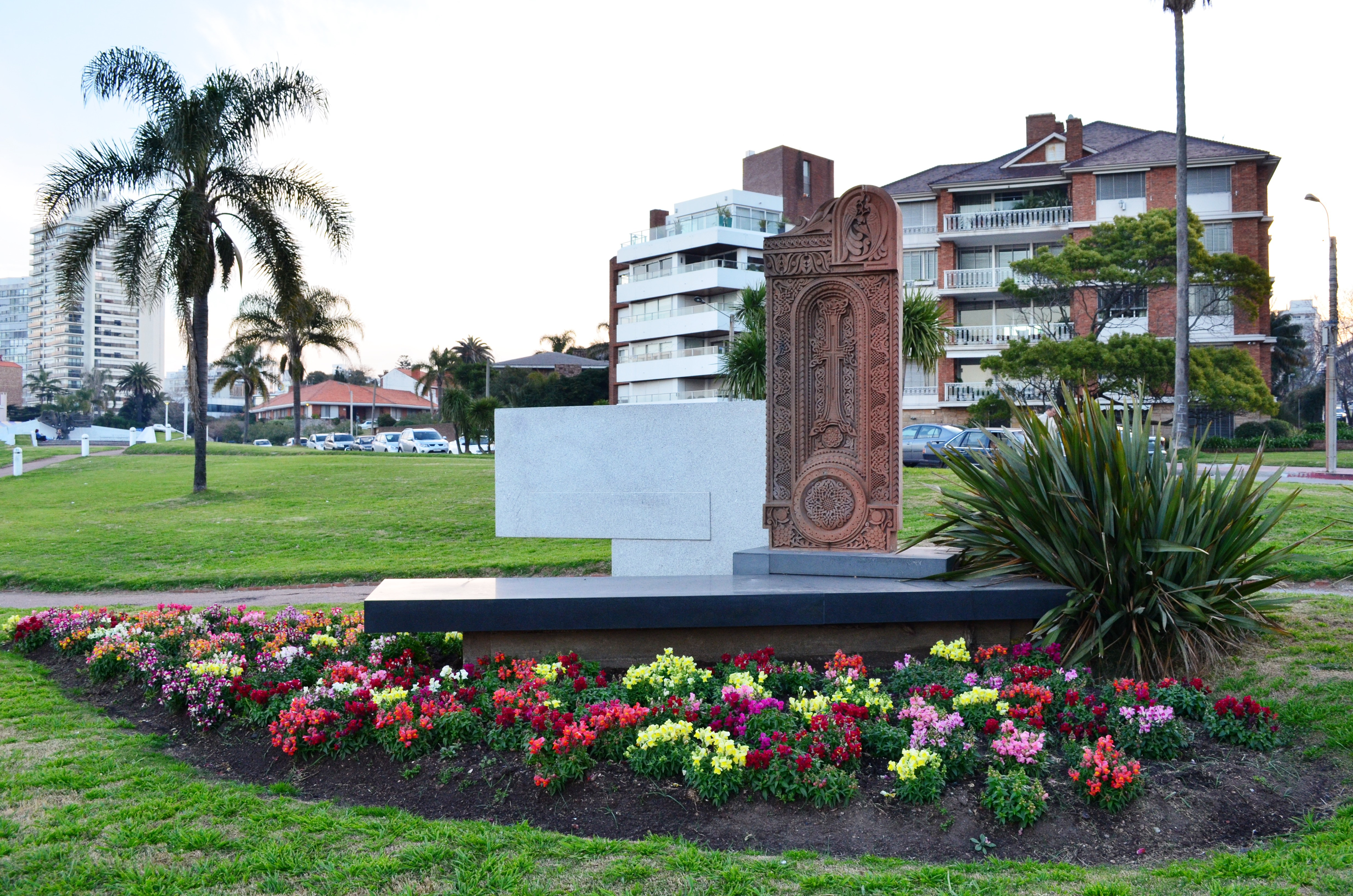
一座位于乌拉圭的亞美尼亞十字架石

在19世纪后半叶即有亚美尼亚裔从欧亚大陆移民到乌拉圭，在20世纪20至30年代，许多躲避了奥斯曼帝国的迫害亚美尼亚人也迁徙到乌拉圭。其后，因为亚美尼亚成为苏联的加盟共和國，双边关系也成为了烏拉圭与苏联关系的一部分。
1965年，烏拉圭國會上下兩院舉行會議，把1965年4月24日訂為「亞美尼亞烈士紀念日」（Día de recordación de los mártires armenios），從而「向1915年被殺的亞美尼亞人致意」，又允許亞美尼亞裔的公務員在當日休假。此举也使得乌拉圭成为世界上第一个承认亚美尼亚种族灭绝的国家。
亞美尼亞在1991年9月23日宣告從蘇聯獨立，翌年5月27日，乌拉圭与亚美尼亚建立正式外交关系，当年，亚美尼亚首任总统列翁·特尔-彼得罗相也对乌拉圭进行了正式访问，此后两国高层访问不断，政治交流持续进展。
1996年起，亚美尼亚驻阿根廷大使馆开始兼辖乌拉圭，翌年2月，乌拉圭也在埃里温建立名誉领事馆，以发展民间关系。2021年，乌拉圭将驻埃里温领事馆升格为大使馆，并在亚美尼亚第二大城市久姆里建立名誉领事馆。

## 旅遊

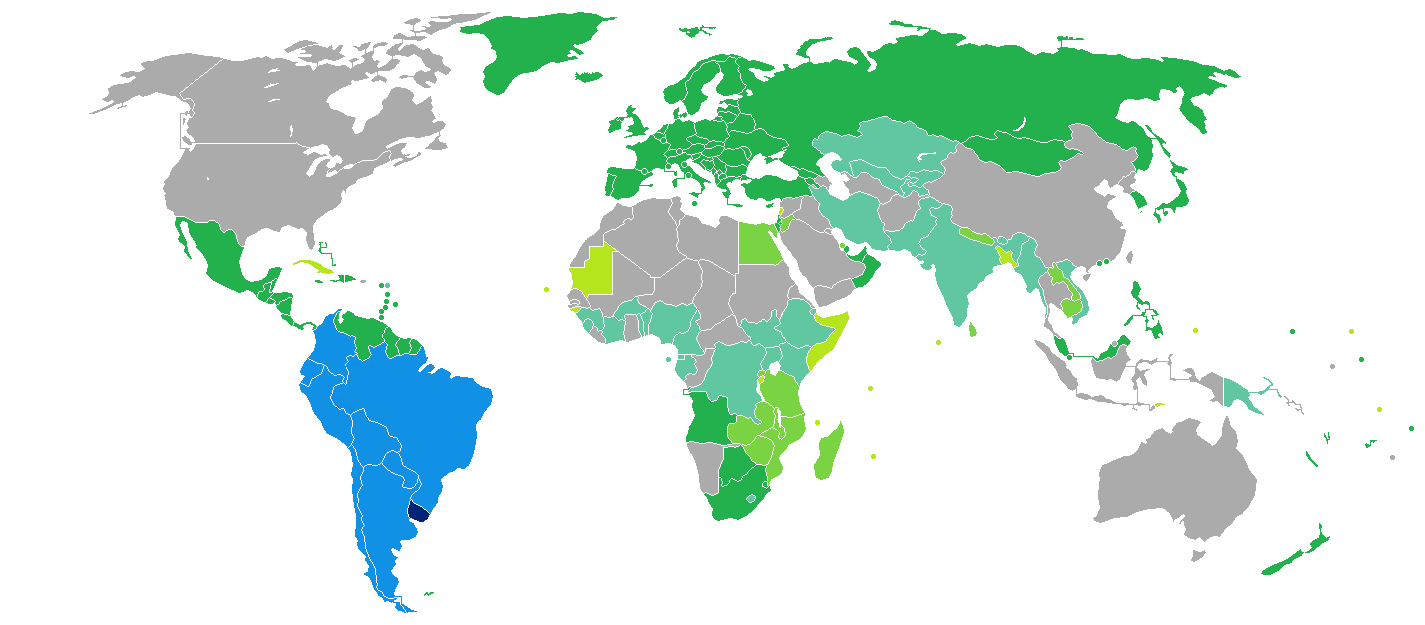
持乌拉圭护照的乌拉圭公民可以免签证入境亚美尼亚。

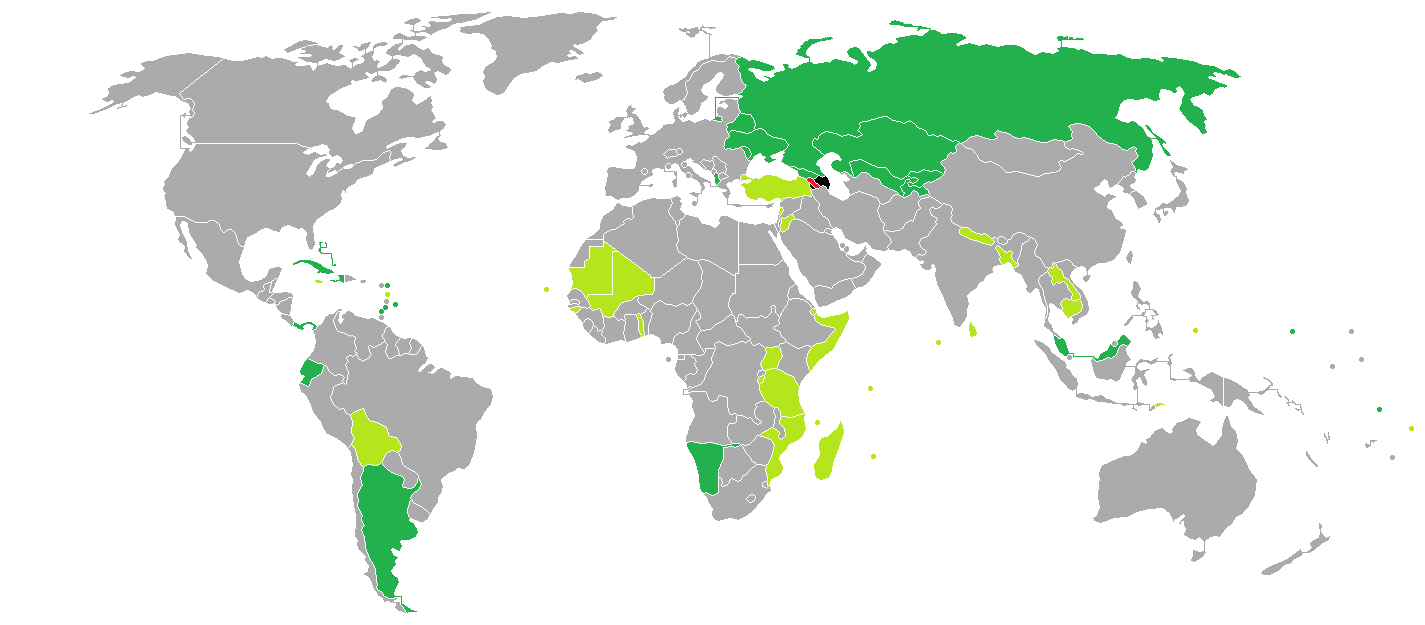
持亚美尼亚護照的亚美尼亚公民可以免签证入境入境乌拉圭。

### 簽證
參見：亚美尼亚签证政策和亚美尼亚公民签证要求
以及：乌拉圭簽證政策和乌拉圭公民簽證要求
自2014年起，持乌拉圭护照的乌拉圭公民可以免签证入境亚美尼亚，停留最多180天。而持亚美尼亚護照的亚美尼亚公民，亦可免簽證訪問烏拉圭達90天。

## 经贸关系
根據亞美尼亞提供的統計數據，2021年，亚、乌双边贸易额达到3.36万美元，其中亚美尼亚从乌拉圭进口6200美元，主要进口各种肉类制品。

## 文化交流
乌拉圭拥有大规模的亚美尼亚裔社区，亚美尼亚使徒教会、亚美尼亚文化对乌拉圭影响深远。两国的高等院校也维持着良好的学术交流。

## 協定
| 日期   | 簽署                                                                     | 備註  |
| ------ | ------------------------------------------------------------------------ | ----- |
| 1994年 | 《亞美尼亞共和國外交部與烏拉圭東方共和國外交部合作協定》                 | [ 7 ] |
| 1997年 | 《外交及公務護照免簽証協定》                                             | [ 7 ] |
| 2000年 | 《文化領域合作協定》                                                     | [ 7 ] |
| 2000年 | 《亞美尼亞農業部與烏拉圭畜牧、農業和漁業部關於農產加工業領域合作的協定》 | [ 7 ] |
| 2002年 | 《亞美尼亞衛生部和烏拉圭衛生部關於醫療保健領域合作的協議》               | [ 7 ] |
| 2002年 | 《鼓勵和相互保護投資的協定》                                             | [ 7 ] |
| 2014年 | 《合作框架協定》                                                         | [ 7 ] |
| 2014年 | 《普通護照免簽証協定》                                                   | [ 7 ] |
| 2014年 | 《体育合作協定》                                                         | [ 7 ] |
| 2014年 | 《经济合作協定》                                                         | [ 7 ] |

## 外部連結
- 亞美尼亞外交部－乌拉圭共和國簡介 （页面存档备份，存于）
- 亚美尼亚驻阿根廷大使馆 （页面存档备份，存于）